# Jovan Vladimir
Jovan Vladimir, död 1016, var en serbisk monark. Han var furste av Duklja mellan 1000 och 1016.
Han regerade som bysantinsk vasallfurste över Duklja, ett serbiskt furstendöme som växte fram som bysantinsk vasallstat runt staden Duklja sedan Bysans och Bulgarien hade besegrat Tihomir av Serbien och delat Serbien mellan sig på 970-talet. Han är den första fullt dokumenterade härskaren av denna stat. 